# Вулиця Боровиковського (Львів)
Вулиця Боровико́вського — вулиця у Личаківському районі міста Львів, у місцевості Ялівець. Пролягає від вулиці Миколи Голубця до тупика.

## Історія
Вулиця виникла на початку XX століття. З 1932 року називалася Друга бічна Пасічної або Друга бічна Кривчицької дороги, у 1934 році отримала назву Ґіллера, на честь польського письменника і політичного діяча Агатона Ґіллера. З 1943 року по липень 1944 року, в період німецької окупації мала назву Кивелюкґассе, на честь Івана Кивелюка, голови товариства «Просвіта» у 1910–1922 роках.
Сучасна назва — з 1946 року, на честь Левка Боровиковського, українського поета і байкаря.
Забудова вулиці складається з одно- та двоповерхових конструктивістських будинків 1930-х років.